# Emil Kapaun
Emil Joseph Kapaun (ur. 20 kwietnia 1916 w Pilsen, zm. 23 maja 1951 w Pyŏktong) – amerykański duchowny katolicki, kapelan Armii Stanów Zjednoczonych z okresu II wojny światowej i wojny koreańskiej, Sługa Boży Kościoła katolickiego, kawaler Medalu Honoru.

## Wczesne życie
Urodził się 20 kwietnia 1916 roku i dorastał na farmie 5 km na południowy zachód od miejscowości Pilsen w stanie Kansas, w hrabstwie Marion. Jego rodzice, Enos i Elizabeth (Hajek) Kapaun, byli czeskimi imigrantami. W młodości grywał w baseball. Ukończył szkołę średnią w Pilsen w maju 1930 roku seminarium duchowne Conception Abbey (College of New Engleberg; Conception Seminary College) w Conception w stanie Missouri w czerwcu 1936 roku oraz Kenrick Theological Seminary w Saint Louis, w 1940 roku. W 1947 uczęszczał do Catholic University of America w Waszyngtonie.

## Kapłaństwo

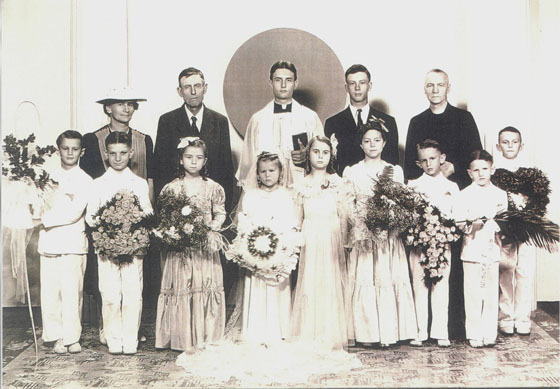
Emil Kapaun w czasie swojej prymicji w Pilsen, 1940

9 czerwca 1940 roku Emil Kapaun został wyświęcony na księdza w Newman University w Wichicie w stanie Kansas. Mszę świętą prymicyjną odprawił w kościele św. Jana Nepomucena w swoim rodzinnym Pilsen. W styczniu 1943 roku został mianowany kapelanem pomocniczym na lotnisku wojskowym Herington w pobliżu Herington w stanie Kansas. W grudniu 1943 roku został proboszczem w cywilnej parafii na miejsce ks. Sklenara, który przeszedł na emeryturę. Posługiwał w rejonie Pilsen na terenie rzymskokatolickiej diecezji Wichita.

## Służba w armii amerykańskiej

### II wojna światowa
Wstąpił do Szkoły Kapelanów Armii USA w Fort Devens w stanie Massachusetts w sierpniu 1944 roku, a po ukończeniu nauki w październiku rozpoczął służbę jako kapelan wojskowy w Camp Wheeler w stanie Georgia. On i jeden inny kapelan posługiwali ok. 19 tysiącom mężczyzn i kobiet z personelu wojskowego. Kapaun został wysłany do Indii, po czym służył na terytorium Birmy od kwietnia 1945 do maja 1946 roku. Poruszając się samodzielnie samochodem Jeep Willys docierał do swoich podopiecznych, żołnierzy amerykańskich oraz miejscowych Birmańczyków, poruszając się po obszarze 5200 km kw. Został awansowany na kapitana w styczniu 1946 roku.
Został zwolniony z czynnej służby w lipcu 1946. W ramach rządowego programu G.I. Bill w lutym 1948 roku uzyskał tytuł Master of Arts na Catholic University of America. We wrześniu 1948 roku powrócił do czynnej służby w armii amerykańskiej i podjął kapelanię w Fort Bliss niedaleko El Paso w Teksasie. W grudniu 1949 roku po raz ostatni opuścił swoich rodziców w Pilsen i wyjechał do okupowanej Japonii.

### Okupacja Japonii
W styczniu 1950 roku stacjonował w pobliżu góry Fudżi. Został kapelanem 8 pułku kawalerii ze składu 1 Dywizji Kawalerii. 15 lipca 1950 wraz z dywizją opuścił Zatokę Tokijską i przybył na Półwysep Koreański niecały miesiąc po inwazji Korei Północnej na Koreę Południową.

### Wojna koreańska

#### 1 Dywizja Kawalerii

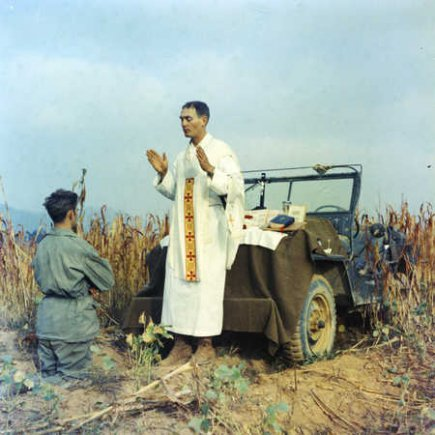
Ks. kapelan Emil Kapaun odprawia Mszę Świętą w warunkach polowych, używając maski samochodu jako ołtarza, 7 października 1950

1 Dywizja Kawalerii dokonała pierwszego desantu morskiego w wojnie koreańskiej 18 lipca 1950 roku. Pod koniec sierpnia Kapaun został przydzielony do służby jako kapelan 3. batalionu w 8 pułku kawalerii. Wkrótce potem brał udział w walkach o worek pusański w Korei Południowej. Stamtąd, od połowy września, Kapaun i dywizja stale przemieszczali się na północ. 9 października dywizja przekroczyła równoleżnik 38°N, wchodząc na terytorium Korei Północnej i zbliżyła się na odległość 80 km od granicy z Chinami. Główną skargą kapelana w tamtych czasie był brak snu przez kilka tygodni z rzędu. Nieustannie towarzyszył umierającym żołnierzom, udzielał chrztów, słuchał spowiedzi, udzielał Komunii Świętej i odprawiał Msze Święte na zaimprowizowanym ołtarzu ustawionym na masce jego Jeepa Willysa. Wielokrotnie tracił swoje naczynia liturgiczne i pojazd z powodu wrogiego ostrzału.

#### Jeniec wojenny
Został wzięty do niewoli przez chińskich żołnierzy podczas bitwy pod Unsan w Korei Północnej 2 listopada 1950 roku. Wraz z innymi pojmanymi żołnierzami 3. batalionu 8 pułku kawalerii, maszerował 140 km do tymczasowego obozu jenieckiego w Sombakolu w pobliżu stałego obozu nr 5 w Pyŏktong, gdzie zostali później przeniesieni. W obozach kopał latryny, mediował spory, oddawał własne racje żywnościowe i podnosił morale wśród jeńców. Znany był wśród swoich współwięźniów jako ten, który kradł dla głodnych żywność od strażników. Prowadził także innych jeńców do aktów buntu i szmuglował leki przeciwko dyzenterii dla amerykańskiego lekarza wojskowego uwięzionego w tym samym obozie, Sidneya Esenstena.

#### Śmierć i pochówek
U Kapauna rozwinął się wkrótce zakrzep krwi w jednej z nóg, cierpiał też na dyzenterię i zapalenie płuc. Choć osłabiony po prawie wielu miesiącach niewoli, z powodzeniem poprowadził nabożeństwo wielkanocne 25 marca 1951 roku.
Był tak słaby, że strażnicy więzienni zabrali go do miejsca odosobnienia w obozie w Pyoktong, nazywanego ironicznie „szpitalem”, w którym tak naprawdę został sam bez pomocy i umarł z powodu niedożywienia oraz zapalenia płuc 23 maja 1951 roku. Kapaun został pochowany w masowym grobie w pobliżu rzeki Jalu.
Był jednym z dwunastu amerykańskich kapelanów, którzy zginęli w Korei. Czterech kapelanów armii amerykańskiej zostało wziętych do niewoli w 1950 roku. Żaden z nich nie przeżył pobytu w obozie.

## Pamięć
Ks. Emil Kapaun został odznaczony wieloma amerykańskimi odznaczenia wojskowymi, w tym najwyższym, Medalem Honoru, otrzymanym pośmiertnie w 2013 roku. W Wichicie nazwano jego imieniem katolicką szkołę średnią, Kapaun Mt. Carmel Catholic High School. W 1993 roku papież Jan Paweł II rozpoczął jego proces beatyfikacyjny.